# Rijksstad Aalen
De rijksstad Aalen was van 1360 tot 1803 een rijksstad binnen het Heilige Roomse Rijk. In 1500 werd de stadstaat ingedeeld bij de Zwabische Kreits.

## Geschiedenis
De stad Aalen werd tussen 1241 en 1246 planmatig gesticht door de Hohenstaufen. De stad werd meermalen door het rijk verpand, o.a. aan het graafschap Oettingen (1258) en het graafschap Württemberg (1359). Keizer Karel IV veroverde de stad in 1360, loste het pand in en verhief Aalen tot rijksstad. In 1374 verwierf de stad zelfbestuur, in 1401 de halsheerlijkheid en in 1418 het ambt van rijksambtman.
In 1575 werd de Reformatie ingevoerd.
In de Reichsdeputationshauptschluss van 25 februari 1803 wordt in paragraaf 6 de inlijving bij het nieuwe keurvorstendom Württemberg vastgesteld.